# Gibson ES-225
Gibson ES-225 är en gitarr från Gibson som introducerades 1955.

## Gitarren
Konstruktionen är av hollowbody-typ, det vill säga gitarrkroppen är byggd som en klassisk orkestergitar. Ihålig med botten, sarger och ett välvt lock. Tjockleken på kroppen är dock bara ca hälften av en traditionell gitarr vilket gör den mer lätthanterlig. Denna tunnare gitarrkropp kallas thinline och kom att bli något av en standard hos Gibson och andra tillverkare. 
Modellen som presenterades hette egentligen ES-225T (ES för electric spanish och T för thinline) och hade en mikrofon av typen P90. Mikrofonen hade en ovanlig placeringen mittemellan greppbrädans avslutning och stallet. Från 1956 fanns även modellen ES-225TD med två mikrofoner vilket D är för double. En mikrofon var då placerad nära stallet och den andra nära greppbrädan på vanligt sätt. Stallet har samma konstruktion som det stall som satt på de första Gibson Les Paul-gitarrerna från 1953 som är Les Pauls eget patent. Les Pauls stall fick dåligt rykte då man på Les Paul-gitarrerna tvingades montera det på ett sätt det inte var tänkt. På ES-225 kunde det monteras på rätt sätt och fungerar utmärkt och ger en stark och robust ton med sin enkla konstruktion och stora massa. Gitarrerna fanns i färgerna sunburst och natural. Sista tillverkningsår var 1959 och sista året kunde man välja ett traditionellt stall som återfinns på många andra av Gibsons Hollowbody-gitarrer. Modellen ersattes av ES-330. 1958 var nypriset för ES-225TDN ca 250 dollar vilket var ungefär detsamma som för en Gibson Les Paul. En välbehållen ES-225 betingar idag ett pris på ca 3.000 dollar medan en Gibson Les Paul från samma tillverkningsår kan säljas för mer än 200.000 dollar.